# Hoa hậu Quốc tế 1992
Hoa hậu Quốc tế 1992 là cuộc thi Hoa hậu Quốc tế lần thứ 32 được tổ chức tại trung tâm Koseinenkin Kaikan, Tokyo, Nhật Bản. Đêm chung kết cuộc thi diễn ra vào ngày 18 tháng 10 năm 1992. Cuộc thi có 50 thí sinh tham dự. Hoa hậu Quốc tế 1991 - Agnieszka Kotlarska đến từ Ba Lan đã trao lại vương miện cho người kế nhiệm, cô Kirsten Marise Davidson đến từ Úc.

## Kết quả

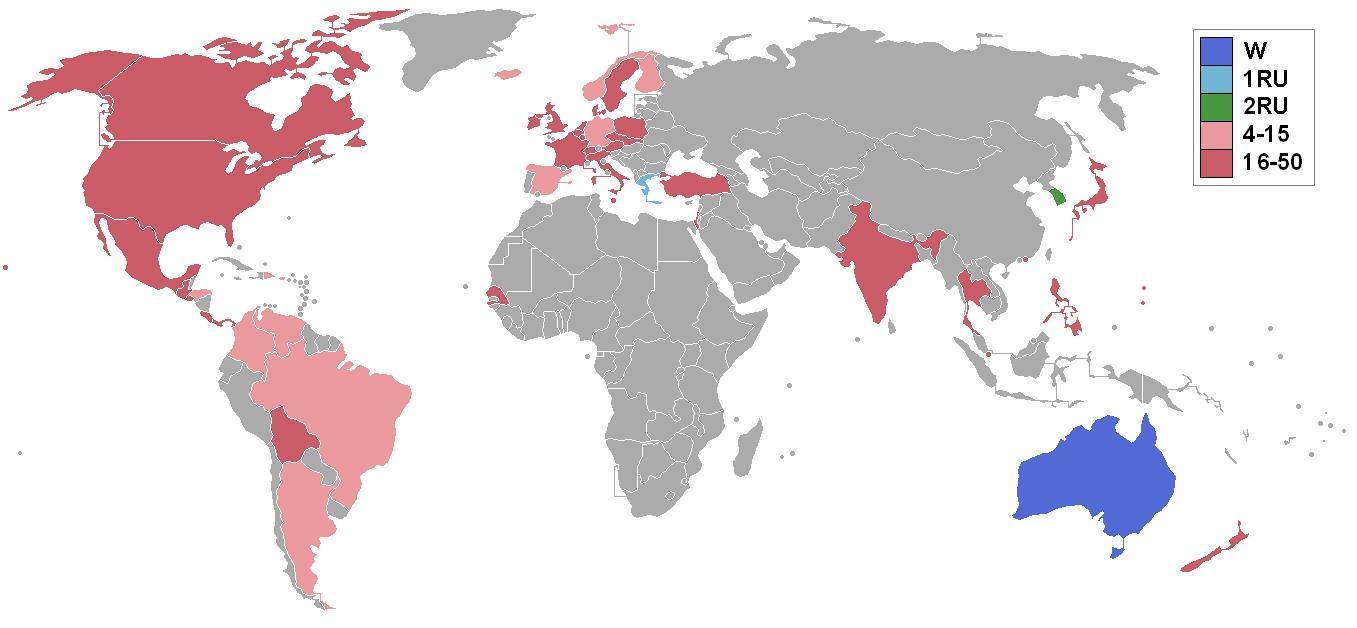
Các quốc gia và lãnh thổ tham gia Hoa hậu Quốc tế 1992 và kết quả.

### Thứ hạng
| Kết quả              | Thí sinh |
| -------------------- | --- |
| Hoa hậu Quốc tế 1992 | - Úc – Kirsten Marise Davidson |
| Á hậu 1              | - Hy Lạp – Georgia Drosou |
| Á hậu 2              | - Hàn Quốc – Yum Jung-ah |
| Top 15               | - Argentina – Gisella Manida Demarchi - Brazil – Cynthia de Cunto Moreira - Colombia – Lina Maria Marin Díaz - Cộng hòa Dominica – Giselle del Carmen Abreu - Phần Lan – Tiina Johanna Salmesvirta - Đức – Meike Schwarz - Honduras – Francis Funes Padilla - Iceland – Thorunn Larusdóttir - Na Uy – Rita Omvik - Puerto Rico – Dayanara Torres - Tây Ban Nha – Samantha Torres Waldrón - Venezuela – Maria Eugenia Rodríguez |

### Giải thưởng phụ
| Giải thưởng                 | Thí sinh                           |
| --------------------------- | ---------------------------------- |
| Trang phục dân tộc đẹp nhất | - Colombia – Lina Maria Marin Díaz |
| Hoa hậu Thân thiện          | - Úc – Kirsten Marise Davidson     |
| Hoa hậu Ảnh                 | - Hawaii – Susan Elizabeth Shaw    |

## Các thí sinh
| - Argentina - Gisela Manida Demarchi - Úc - Kirsten Marise Davidson - Áo - Karin Friedl - Bỉ - Véronique Jacqueline De Roe - Bolivia - Ana Paola Roca Mercado - Brazil - Cynthia de Cunto Moreira - Anh Quốc - Joanne Elizabeth Lewis - Canada - Lara Corwen Thornton - Colombia - Lina Maria Marin Díaz - Costa Rica - Marisol Soto Alarcón - Tiệp Khắc - Stepanka Tycova - Đan Mạch - Stine Cecilie Hansen - Cộng hòa Dominica - Giselle del Carmen Abreu - El Salvador - Maria Elena Ferreiro - Phần Lan - Tiina Johanna Salmesvirta - Pháp - Benedicte Marie Delmas - Đức - Meike Schwarz - Hy Lạp - Georgia Drosou - Guam - Lisa Marie Martin - Guatemala - Narcy Maricela Pérez Hernández - Hawaii - Susan Elizabeth Shaw - Hà Lan - Linda Grandia - Honduras - Francis Funes Padilla - Hồng Kông - Trương Tuyết Linh - Iceland - Thorunn Larusdóttir | - Ấn Độ - Komal Sandhu - Ireland - Mary Catherine Moore - Israel - Sarit Afangar - Ý - Nicole Cinquetti - Nhật Bản - Tomoko Nishiki - Hàn Quốc - Yum Jung-ah - Luxembourg - Carole Reding - Malta - Carol Sophie Cutajar - Mexico - María de los Angeles López - New Zealand - Robina Whittaker - Quần đảo Bắc Mariana - Christina Vincoy Borja - Na Uy - Rita Omvik - Panama - Lizbeth del Carmen Achurra - Philippines - Joanne Timothea Barbiera Alivio - Ba Lan - Elzbieta Jadwiga Dziech - Puerto Rico - Dayanara Torres - Senegal - Dia Nathalie Aissatou - Singapore - Li Li Goh - Tây Ban Nha - Samantha Torres Waldrón - Thụy Điển - Camilla Ingeborg Unsgaard - Thụy Sĩ - Sandra Anita Steffen - Thái Lan - Pornnapha Theptinnakorn - Thổ Nhĩ Kỳ - Banu Nur Dipcin - Hoa Kỳ - Sandra Lee Allen - Venezuela - Maria Eugenia Rodríguez Noguera |

## Chú ý

### Lần đầu tham gia
- El Salvador
- Senegal

### Trở lại
- Lần cuối tham gia vào năm 1987:
  -  Malta
- Lần cuối tham gia vào năm 1990:
  -  Thái Lan

### Bỏ cuộc
| - Hungary - New Caledonia - Paraguay | - Bồ Đào Nha - Susana Alves da Silva - Tahiti |